# Hügelgräberheide bei Groß und Klein Berßen
Die Hügelgräberheide bei Groß und Klein Berßen ist ein Naturschutzgebiet in den niedersächsischen Gemeinden Groß Berßen und Klein Berßen in der Samtgemeinde Sögel im Landkreis Emsland.
Das Naturschutzgebiet mit dem Kennzeichen NSG WE 007 ist 9,1 Hektar groß. Das Gebiet steht seit dem 17. Oktober 1936 unter Naturschutz. Zuständige untere Naturschutzbehörde ist der Landkreis Emsland.
Das Naturschutzgebiet liegt nördlich von Klein Berßen am Rand der Hohen Düne, einer rund 46 Meter hohen Erhöhung des Hümmlings. Das Gebiet stellt die Heidefläche unter Schutz, in der sich die etwa 80 bronzezeitlichen HügelgräberMansenberge befinden. Die Heidefläche ist von einer alten Wallhecke umgeben. Die Heideflächen werden seit 1995 zur Pflege mit Schafen beweidet, um ein Aufkommen von Gehölzen zu verhindern. Zuvor war das Gebiet, in dem nach der Einstellung der früheren Beweidung nur gelegentlich mechanische Pflegemaßnahmen durchgeführt wurden, stark verbuscht. Im Naturschutzgebiet siedeln unter anderem Besenheide und Schwarze Krähenbeere, seit 1999 auch wieder Behaarter und Englischer Ginster. Das Gebiet ist Lebensraum unter anderem verschiedener Wildbienen, darunter Heide-Sandbiene, Heide-Seidenbiene, Heide-Wespenbiene und Heide-Filzbiene.
Die in der Regel eingezäunte Hügelgräberheide selber ist nicht zugänglich. Von einem Feldweg, der genau auf der Grenze zwischen den Gemeinden Groß Berßen und Klein Berßen längs durch das Heidegebiet verläuft, ist es aber gut einsehbar.